# Miguel (chorégraphe)
Pour les articles homonymes, voir Miguel.
Miguel (en russe : Мигель), de son vrai nom Sergueï Miguelévitch Chestepiorov (en russe : Сергей Мигельевич Шестепёров), est un chorégraphe, danseur, chanteur, metteur en scène et producteur russe, né le 21 juillet 1982 à Khimki, dans l'oblast de Moscou. Il est membre du jury de l'émission Danses, sur la chaîne TNT.

## Biographie
Sergueï Miguelévitch Chestepiorov naît le 21 juillet 1982 à Khimki, dans l'oblast de Moscou.
Son père, Miguel Fernando Tchamblen Messa, est cubain, et sa mère, Tatiana Serguéïevna Chestepiorova, russe. Miguel ne fait la connaissance de son père qu'en 2014, celui-ci étant rentré à Cuba dans les années 1980.
Il est diplômé de l'Institut d'État de la culture de Moscou.

## Vie artistique
- 1999-2003 : danseur dans la comédie musicale polonaise Métro, dont le thème principal est le milieu du show-business. C'est à cette occasion que ses partenaires décident de le surnommer Miguel[2].
- 2002-2004 : soliste dans la comédie musicale Notre-Dame de Paris[3].
- 2004 : danseur dans la comédie musicale Roméo et Juliette[4], selon lui l'expérience la plus marquante de sa carrière créative. Participe également à l'émission La Fabrique des Étoiles[5] sur la Première chaîne, sous la direction d'Alla Pougatcheva.
- 2008-2014 : chorégraphe et metteur en scène pour diverses productions (spectacles, défilés de mode, représentations théâtrales), en Russie et en Ukraine.
- 2014-2019 : coach et membre du jury[6] du projet Danses (en russe : Танцы) sur la chaîne TNT.

### Cirque
En 2010, Miguel est invité en tant que chorégraphe pour collaborer au spectacle Le Secret des éléphants-géants (en russe : Тайна слонов-великанов) qui se donne au cirque sur la Fontanka, à Saint-Pétersbourg, le Cirque Ciniselli, sous la direction de Taïssia Kornilova. Le spectacle a été nommé à de nombreux prix d'État de la Russie ou de la ville de Saint-Pétersbourg. En 2012, Miguel reprend la chorégraphie du spectacle au Cirque de diamant de Iakoutie pour les représentations prévues au Cirque Royal de Bruxelles et au Cirque Nikouline de Moscou.

### Clips
En 2011, Miguel commence à travailler en étroite collaboration avec le réalisateur et vidéaste ukrainien Alan Badoïev. Ils réalisent le clip Student (en russe : Студент), du chanteur ukrainien Max Barskikh, pour lequel Miguel officie en qualité de chorégraphe. S'ensuivent plusieurs collaborations : sur les clips de Sex indigo de Diana Diez & Kostas Martakis, Reste avec moi (en russe : Побудь со мной) de Valery Meladze, Beau mensonge (en russe : Прекрасная ложь) d'Alina Artts, L'Amour bis (en russe : Любовь на бис) de Zara et Alexandre Rosenbaum, etc. Parmi ses derniers travaux figurent la réalisation du clip de My Love is Like du leader du groupe Therr Maitz, le chanteur russe Anton Beliaïev, ou sa collaboration au clip No Twerk du DJ belgo-canadien Apashe.

### Projets télévisuels
Au printemps 2011, la chaîne ukrainienne Inter diffuse un spectacle grandiose, le projet Maïdanse. Miguel en est l'un des principaux instigateurs, qui y travaille comme principal chorégraphe, producteur musical et également membre du jury. Le projet Maïdanse rentre officiellement au livre Guinness des records comme étant la plus importante manifestation de ce genre au monde.
La même année, il produit et assure la mise en scène des prestations du groupe The Incredibles (en russe : Нереальные Пацаны) dans le cadre du programme télévisé Show Number One (en russe : Шоу № 1), toujours sur la chaîne Inter. Après 9 semaines de compétition, le groupe gagne le concours. Miguel poursuit l'aventure avec ses poulains. En février 2012, The Incredibles font partie de la sélection nationale ukrainienne en lice pour concourir à l'Eurovision 2012. Ils ne terminent qu'à la 4e place, avec le titre Just a dream. La mise en scène et la chorégraphie sont de Miguel.
À l'automne 2012, la chaîne ukrainienne Novyi Kanal diffuse une nouvelle émission SHOWMUSTGOON (en russe : ШОУМАSТГОУОН), adaptation pour l'Ukraine de l'émission Your Face Sounds Familiar produite par le groupe néerlandais Endemol. Huit artistes, maquillés et vêtus de façon à ressembler le plus possible à une star mondiale de la chanson, reprennent, en imitant la gestuelle de celle-ci, un de ses titres les plus connus. Cela va de Lady Gaga à Freddie Mercury, en passant par Valery Leontiev ou Sofia Rotaru. Les participants offrent les prestations les plus complexes et les plus inattendues : imitation d'une vedette plus jeune ou plus âgée, du sexe opposé... Le choix de la star à incarner se fait par tirage au sort. Miguel et le producteur ukrainien Oleg Bondartchouk sont aux manettes pour la réalisation, ils se partagent quatre artistes à chaque diffusion.

### ShowDansessur la chaîneTNT
La première saison du plus grand projet de danse russe, Danses, est lancé sur la chaîne TNT le 23 août 2014. Miguel et le chorégraphe Egor Droujinine sont les coachs de l'émission, ainsi que les membres du jury. Lors de la quatrième saison, la chorégraphe ukrainienne Tatiana Denissova, invitée de l'émission en tant que troisième juré lors de la troisième saison, remplace Egor Droujinine.
Un des numéros de la première saison connait un développement particulièrement inattendu. La chorégraphie qui met en scène Miguel et l'ensemble de son équipe, sur la musique de No Twerk du DJ canadien Apashe, rencontre un tel succès sur internet qu'elle augmente considérablement la popularité du titre du DJ en Russie. Apashe, inspiré par ce succès inattendu, invite alors les créateurs du projet Danses pour réaliser un clip sur une nouvelle version du titre, créée expressément pour l'occasion. Miguel, ses principaux chorégraphes et l'ensemble de son équipe apparaissent dans le clip. Il a été vu non seulement en Russie mais aussi aux États-Unis et au Japon.
C'est en grande partie grâce à ce clip que Miguel a pu inviter le célèbre chorégraphe Jonte' Moaning, chorégraphe de Beyoncé, Janet Jackson et Britney Spears, lors de la deuxième saison de Danses.

### Production
Miguel est le producteur du groupe The Incredibles qui a remporté le concours de l'émission ukrainienne Show Number One. Quatre mois plus tard, le groupe prend la 4e place lors de la sélection nationale pour concourir à l'Eurovision 2012. En août 2012, The Incredibles remporte l'Étoile d'Or d'Alla (en russe : Золотая звезда Аллы) au Festival de la musique de Crimée (en russe : Крым Мюзик Фест) créé notamment par la chanteuse Alla Pougatcheva.

### Activité hors des plateaux
À la suite du succès du projet Danses, les promoteurs de l'émission créent, en février 2016, à Moscou, le centre «ProDanses», devenu l'une des plus grandes écoles de danse de Russie. Miguel en est le directeur de la création. Le centre accueille des enseignants professionnels, des chorégraphes célèbres ainsi que des danseurs étrangers de classe mondiale. En juin 2016 et pendant une semaine, un «Camp ProDanses» est ouvert à Sotchi pour promouvoir la culture de la danse en Russie et dans la CEI. Axé sur l'expérience internationale, les participants peuvent étudier avec les meilleurs chorégraphes du monde et de Russie, et s'entraîner côte à côte avec les danseurs de l'émission. Miguel a également dirigé les différentes tournées du projet Danses dans les villes de Russie, de la CEI et des pays baltes.